# Capriati a Volturno
Capriati a Volturno är en ort och kommun i provinsen Caserta i regionen Kampanien i Italien. Kommunen hade 1 538 invånare (2017).